# Mendoncia odorata
Mendoncia odorata är en akantusväxtart som beskrevs av Emery Clarence Leonard. Mendoncia odorata ingår i släktet Mendoncia och familjen akantusväxter. Inga underarter finns listade i Catalogue of Life.